# 小行星22744
小行星22744（22744 Esterantonucci）是一颗绕太阳运转的小行星，为主小行星带小行星。该小行星于1998年10月发现。

## 轨道参数
小行星22744的轨道半长轴为481 091 025 km（3.2158491 UA），离心率为0.097。